# Río St. Marys

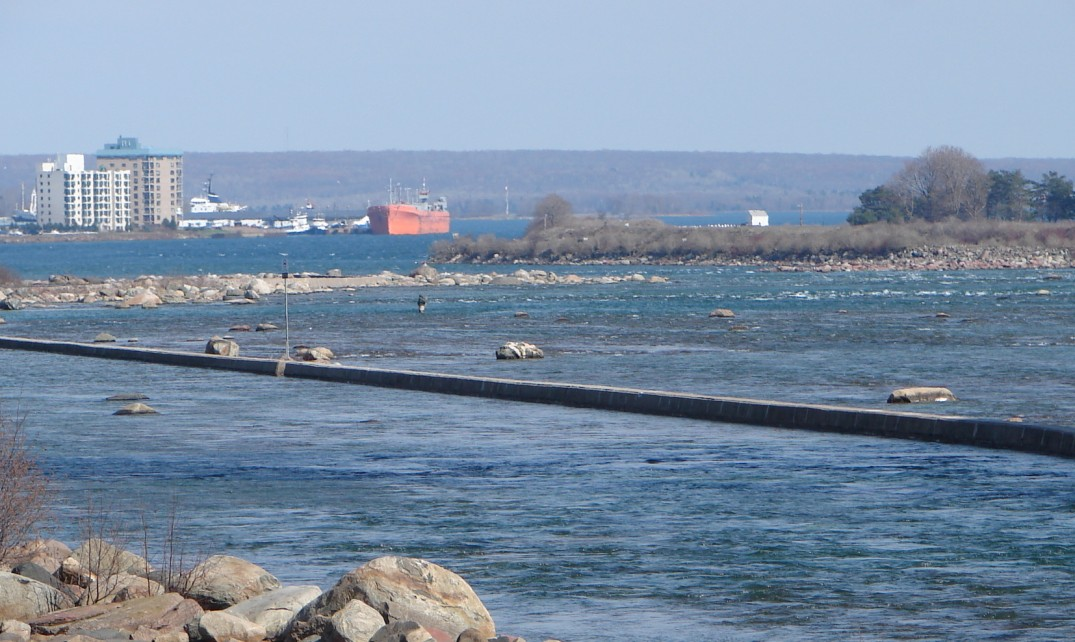
Rápidos en el río St. Marys mostrando un terraplén de hormigón reforzado.

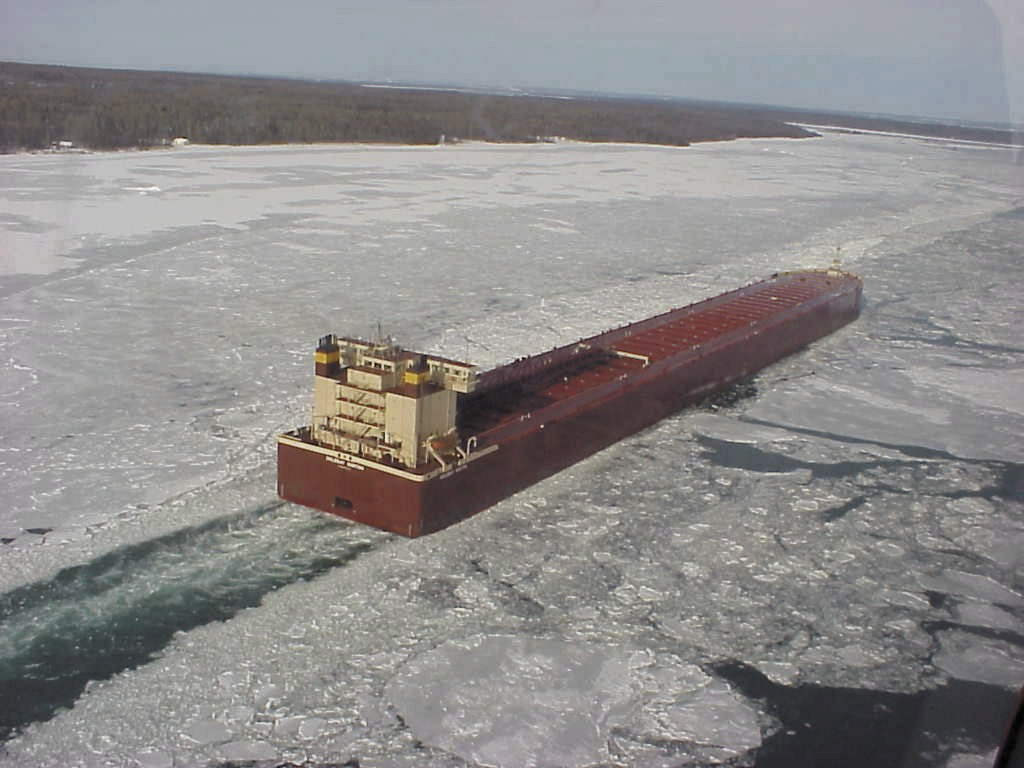
El río St. Marys en un día de mediados de invierno.

El río St. Marys, a veces escrito como río St. Mary's (del inglés: St. Marys River); en francés: rivière Sainte-Marie es un corto río de la región de los Grandes Lagos de Norteamérica que drena el lago Superior, comenzando en el extremo de la bahía Whitefish, y fluyendo 120 km hacia el sudeste hasta el lago Hurón. Durante todo su recorrido, el río hace de frontera internacional, separando el estado de Míchigan, en los Estados Unidos, de la provincia de Ontario, Canadá.
El río fue declarado en 2000 integrante del Sistema de ríos del patrimonio canadiense.

## Geografía
El río forma parte del sistema fluvial del río San Lorenzo, el colector de los Grandes Lagos (que estaría formado por la  siguiente sucesión de ríos y lagos: río North – río Saint Louis – lago Superior  – río St. Marys  – lago Hurón – río Sainte-Claire  – lago Sainte-Claire  – río Detroit  – lago Erie – río Niagara  – lago Ontario- río San Lorenzo  – estuario de San Lorenzo).
El área más importante a lo largo río son los rápidos y las ciudades gemelas de Sault Ste. Marie (Ontario) y Sault Ste. Marie (Míchigan), siendo el rasgo más famoso hecho por el hombre las esclusas Soo. Los rápidos del St. Mary's (Sault Sainte Marie en francés) están justo debajo de la salida del río del lago Superior.
Dos de los afluentes de Ontario de este río son el río Garden y el río Bar. Entre otros afluentes canadienses se incluyen: el arroyo Fort, el río Root, el río Little Carp, el río Big Carp, el río Lower Echo, el río Desbarats y el río Two Tree. Los afluentes estadounidenses del río St. Mary's son: el río Gogomain, el río Munuscong, el río Little Munuscong, el río Brimley y el río Charlotte.

### Islas
Hay varias islas en el río, siendo las más grandes:
- Isla Drummond
- Isla St. Joseph
- Isla Whitefish
- Isla Sugar
- Isla Neebish

## Historia
Antes de que llegaran los  europeos, los americanos nativos pescaban, comerciaban y mantenían un  transporte por tierra alrededor de los rápidos. El explorador francés Étienne Brûlé (1592-c. 1633) fue el primer europeo en viajar por los rápidos, aproximadamente en 1621. En 1641, los sacerdotes jesuitas Isaac Jogues y Charles  Raymbault se  atrevieron con la misma ruta de Brûlé encontrando muchos ojibwa en los rápidos y lo bautizaron como Sault Ste. Marie  (sault significa «rápidos» en francés).
El  fuerte St. Joseph fue construido en la orilla canadiense en 1796 para  proteger un puesto comercial y asegurar un control británico  duradero del área. El fuerte cumplió su papel en la Guerra de 1812.
La  primera esclusa moderna fue completada en mayo de 1855 por la St. Mary's  Falls Ship Canal Company  de Erastus Corning,  y se la conoce como la esclusa estadounidense. La  presión competitiva llevó a la construcción de una esclusa canadiense en 1895. Las esclusas formaron  parte del sistema fluvial de los Grandes Lagos en 1959 conocidas como  las esclusas Soo.

## Obras

### Puentes
El puente internacional Sault Ste. Marie, un puente en arco con armadura de acero lleva el tránsito de carretera cruzando el río. Directamente al oeste está el puente internacional de ferrocarril Sault Ste. Marie que lleva tráfico de ferrocarril en un único conjunto de vías.

### Centrales hidroeléctricas
La central hidroeléctrica Edison Sault Electric, situada en el extremo oriental del canal de aducción Sault Ste. Marie que pasa entre el lago Superior y el lago Hurón y a través de la ciudad al sur de las esclusas estadounidenses, es la central hidroeléctrica más larga del mundo con 408,4 m de longitud. La central consta de 74 generadores trifásicos capaces de generar de 25 a 30 MW. Fue completada en 1902, y consiste en su mayor parte de la piedra sobrante de la excavación del canal de aducción Sault Ste. Marie.
El cuerpo de ingenieros del Ejército de los Estados Unidos posee y opera la central generadora hidroeléctrica directamente al norte de las esclusas estadounidenses.
Finalmente, la estación generadora Francis H. Clergue, propiedad y operada por Brookfield Renewable Energy, Inc., es una central generadora hidroeléctrica situada directamente al norte de la esclusa canadiense con una capacidad generadora de 52 MW. Fue completada en 1981.

### Canal
El canal de aducción Edison Sault es usado para propulsar la central hidroeléctrica Edison Sault Electric en su extremo oriental. El canal separa el centro de Sault Ste. Marie (Míchigan) de su tierra continental convirtiéndolo en una isla. Fue comenzado en septiembre de 1898 como el canal de la Lake Superior Power Company de Michigan, pero fue completada por la Edison Sault Electric Company en junio de 1902. Medida desde sus compuertas de toma hasta su otro extremo en la central eléctrica, tiene 3,6 km de longitud, entre 61 y 67 m de ancho, y 7,3 m de profundidad. El agua baja por el canal a velocidades de más de 11 km/h.

### Esclusas
Las esclusas Soo están situadas en las orillas norte y sur del río y es una de las principales infraestructuras civiles de la vía navegable de los Grandes Lagos.

### Otras obras
Un conjunto de obras compensadoras están situadas en la desembocadura de los rápidos, que se usan para controlar el flujo de agua desde el lago Superior. Las obras constan de 16 puertas, la mitad de las cuales están en el lado estadounidense, y la otra mitad en el lado canadiense del río. Fueron completadas entre 1901 y 1921. Este flujo es controlado por la International Joint Commission. 
Un terraplén de hormigón fue construido a lo largo de la orilla norte de los rápidos como una obra de refuerzo para proteger el hábitat de la desovación de los peces de menor flujo a través de los rápidos. Esto fue debido, en part, por un incremento del flujo de agua desde la estación generadora Francis H. Clergue.

## Contaminación
El río Saint Marys está catalogado como un área de preocupación de los Grandes Lagos en el acuerdo de calidad del agua de los Grandes Lagos entre los Estados Unidos y Canadá.